# Puerres

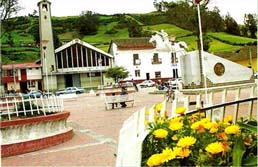
Parque de Puerres

Puerres é um município da Colômbia, localizado no departamento de Nariño.